# Смоленское лютеранское кладбище
Смоле́нское лютера́нское кла́дбище (стар. Немецкое кладбище, в работе В. И. Саитова «Петербургский некрополь» называется Смоленским евангелическим кладбищем) — лютеранское историко-мемориальное кладбище в Санкт-Петербурге, старейшее из неправославных кладбищ города (1747). Расположено в южной части острова Декабристов (набережная реки Смоленки, 27). Название получило по реке Смоленке. Площадь кладбища в настоящее время составляет 7,33 га.

## История
В 1747 году Синод предписал Главной полицмейстерской канцелярии отыскать в городе места для кладбищ «чужестранных иноверных иноземцев». 30 января 1748 года полицмейстерская контора определила городскому архитектору П. А. Трезини отвести под кладбище место вблизи Васильевского острова. Выбор места для лютеранского кладбища обусловлен тем, что на Васильевском острове селились многие иностранцы (учёные, военные, ремесленники и др.). Современник А. И. Богданов сообщает так: «Кладбище на Васильевском Острову, в Чухонской деревне, так называемом месте, где обще с российскими и иностранныя хоронятся».

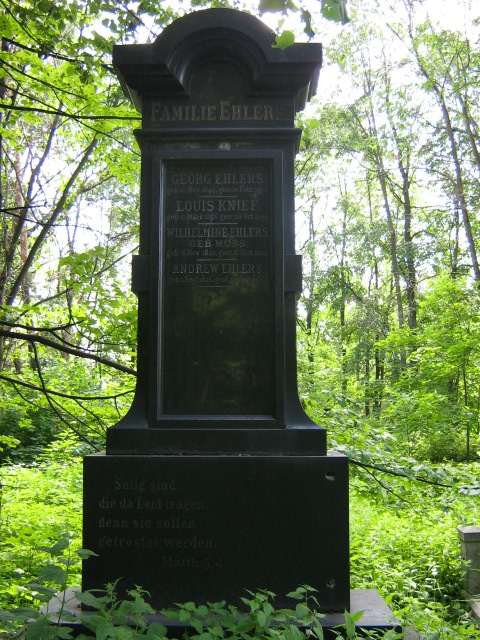
Надгробие семьи Элер

Границы Смоленского лютеранского кладбища окончательно установились к 1836 году, когда совет церкви святой Екатерины купил за 45 тысяч рублей большой смежный участок, принадлежавший статскому советнику Кирееву. Общая площадь кладбища составила после этого примерно 15 гектаров. До 1917 года размер и конфигурация территории кладбища оставались неизменными. Судя по сохранившейся Книге записи погребённых за 1912—1919 годы, в это время хоронили до 350 человек в год. Ориентировочно можно считать, что за время существования Смоленского лютеранского кладбища как кладбища для иноверцев на нём похоронено 25—30 тысяч человек.
Совет церкви святой Екатерины всегда выступал за поддержание должного порядка на кладбище. Например, в 1882 году он выпустил отдельным изданием перечень полностью разрушенных или представляющих опасность разрушения надгробий, назначенных к снятию. В брошюре перечислено свыше полутора тысяч захоронений, описаны снятые и сохраняемые на кладбищенском дворе памятники, надписи на которых невозможно прочитать. Совет располагал точными сведениями обо всех памятниках. В 1860 году на запрос Комиссии об устройстве кладбищ о том, сохранились ли на Смоленском лютеранском кладбище надгробия XVIII века, был дан ответ, что сохранились пять архитектурных памятников и восемьдесят три надгробные каменные плиты.
На плане Петербурга 1753 года отведённый участок обозначен прямоугольником на правом берегу реки Смоленки, с названием Немецкое кладбище. Оно относилось к приходу Лютеранской церкви святой Екатерины и своей церкви или часовни не имело. Поскольку среди столичных иноверцев преобладали немцы-лютеране, иностранные кладбища XVIII века чаще всего называли лютеранскими или немецкими, хотя хоронили на них и католиков, англикан, реформаторов и т. д. Называться «Смоленским» оно стало после сооружения в 1760 году на соседнем православном кладбище церкви Смоленской иконы Божией Матери. Территория некрополя постепенно расширялась в северном направлении. По сведениям И. Г. Георги, автора «Описания столичного города Санкт-Петербурга», с 1764 по 1789 год здесь хоронили примерно по 48 человек в год. В XIX веке было построено здание при кладбище по адресу наб. реки Смоленки, д. 27.

Памятник детям, погибшим 9 мая 1942 года, арх. Л. Линдрот, Н. Эйсмонт, скульптор В. Гордон. Установлен в 1966 году

### Советское время
В ведении лютеранской церкви святой Екатерины кладбище находилось до 1 февраля 1919 года. С этого числа, согласно декрету от 26 января, кладбище было национализировано и перешло в ведение Комиссариата по внутренним делам. Смоленское лютеранское кладбище закрыли в 1939 году, хотя отдельные захоронения производились здесь вплоть до 1950-х годов.
В 1930—1980-х годах исторически важные захоронения и надгробия были перенесены на Лазаревское кладбище Александро-Невской лавры (выдающийся математик Л. Эйлер, А. Бетанкур, знаменитый архитектор Тома де Томон и его жена Клэр), после чего кладбище пришло в запустение. Начиная с 1980-х годов многие надгробия были разрушены, в 1985 году значительный участок в северо-западной части кладбища выделен под строительство пожарной части, а в конце 1990-х годов на участке кладбища около входа была построена АЗС.
По последней схеме кладбище было разбито на 105 участков. В 1986 г. часть кладбища была уничтожена: большая часть участков 82 и 87 (участки 48 и 46 соответственно, согласно плану 1914 г.), полностью участки 94, 95, 96, 100, 101, 102 (участки 41, 39, 42, 40 согласно плану 1914 г.). На освободившейся территории разместилось пожарное депо. Гранитные плиты надгробий были использованы дорожниками для ремонта поребриков уличных панелей. Часть надгробий была перенесена на другие участки, часть затерялась. Были уничтожены художественные усыпальницы «Бартель» и «Сталь», выполненные в стиле северного модерна.
В годы Великой Отечественной войны на Смоленском лютеранском кладбище в братских могилах были похоронены воины Ленинградского фронта, а также дети, погибшие при артобстреле 9 мая 1942 года (памятник — 1966, скульптор В. И. Гордон).

### Современность
Кладбище является памятником ландшафтной архитектуры, его надгробные памятники находятся под охраной государства. Многие из них, помимо исторической, представляют собой высокую культурную и художественную ценность. В 2001 году 31 захоронение на Смоленском лютеранском кладбище получило статус объектов культурного наследия федерального значения. Кроме того, 7 могил имеют статус объектов культурного наследия регионального значения, 3 — выявленных объектов культурного наследия. 13 декабря 2018 года, в соответствии с распоряжением № 519-р председателя КГИОП С. В. Макарова, Смоленское лютеранское кладбище включено в Единый государственный реестр в качестве объекта культурного наследия регионального значения.
После Октябрьской революции 1917 года некрополь постепенно приходил в плачевное состояние: склепы были частично или полностью разрушены, ограды сломаны, скульптуры повреждены. Участки вдоль переулка Декабристов и Железноводской улицы заросли и стали почти непроходимы. Один из значимых исторических и культурных памятников Санкт-Петербурга стал остро нуждаться в восстановлении.
Начиная с 1988 года Лютеранское кладбище, как и соседнее Смоленское православное кладбище, постепенно приводится в порядок. Отношение властей к историческим кладбищам поменялось в немалой степени благодаря праздновавшемуся в тот год в СССР 1000-летию Крещения Руси. Заросли расчищены, памятники стали реставрировать.
В 1988—1991 годах писателем и художником Робертом Лейноненом по собственной инициативе была произведена натурная инвентаризация кладбища; совместно с немецким историком из Берлина Эрикой Фогт он написал книгу, которая в 1998 году была издана на немецком языке в 2 томах в Люнебурге, там содержится и перечень сохранившихся к тому времени надгробий: «Deutsche in St. Petersburg: ein Blick auf den Deutschen Evangelisch-Lutherischen Smolenski-Friedhof und in die europäische Kulturgeschichte» (Р. Лейнонен, Э. Фогт «Немцы в Санкт-Петербурге: Смоленское Лютеранское кладбище в истории европейской культуры»).

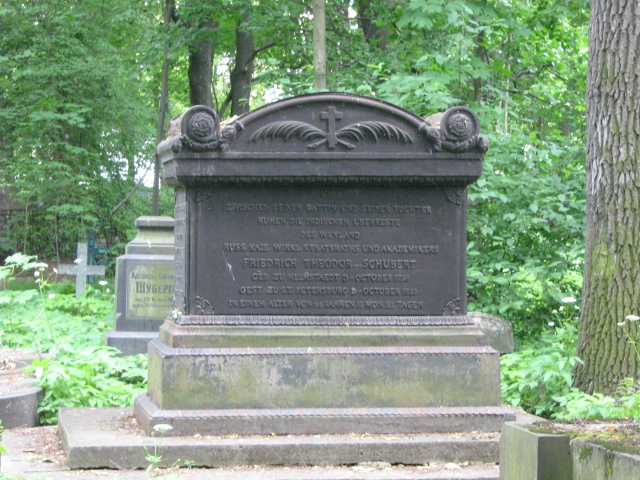
Надгробие Фридриха Теодора Шуберта
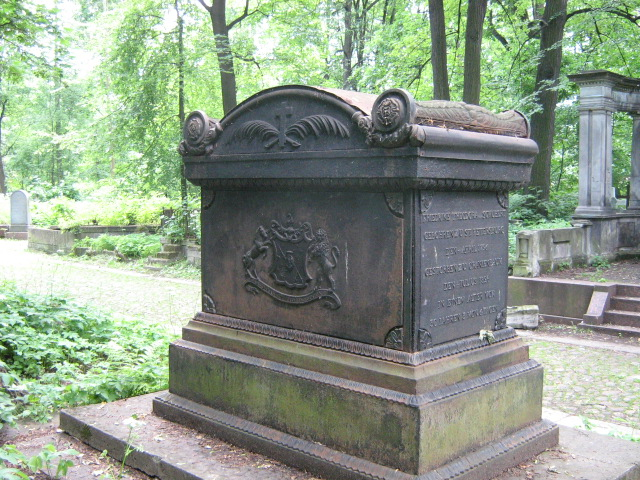
Надгробие Фридриха Теодора Шуберта с другой стороны

### Достопримечательности
Интересны железные надгробия в виде саркофагов. Один из них прекрасно сохранился и принадлежит астроному и геодезисту Фёдору Ивановичу Шуберту, который в 1798 году стал автором первого в России курса теоретической астрономии, а другое, с масонской эмблемой глаза в треугольнике, находится в гораздо худшем состоянии и принадлежит Джону и Софии Бэйрд.

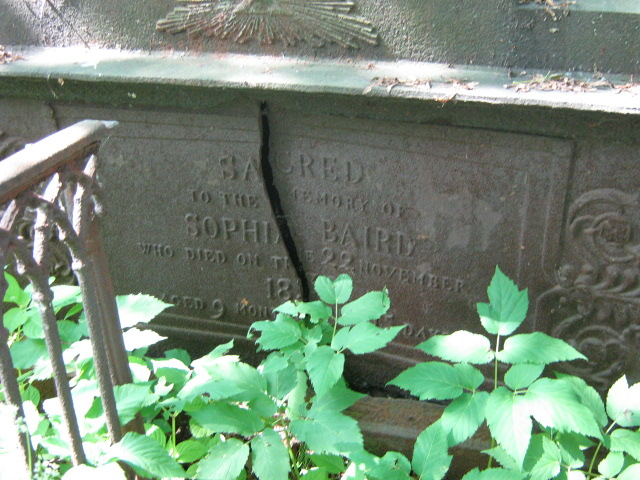
Надгробие Бэйрд
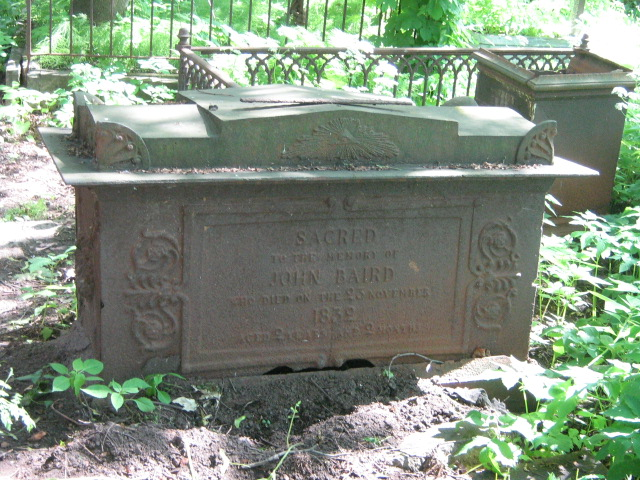
Надгробие Бэйрд с другой стороны
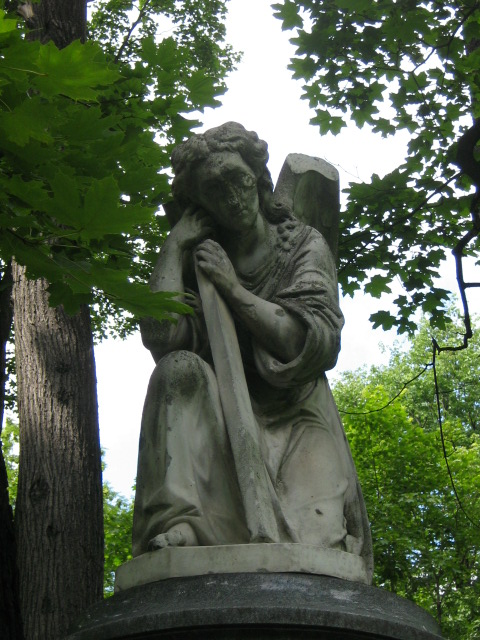
Ангел над могилой Юлии Штиглиц

Ангелы стоят на нескольких могилах. Один из наиболее примечательных находится на могиле гербовой дворянки, художницы-любителя Юлии Штиглиц (Грейг).  Лицо ангела имеет портретное сходство с усопшей.
Многие склепы внешне выглядят лучше, чем внутри, в частности, внутри усыпальницы семейства Горвиц, где покоится прах известного акушера Мартина Исаевича Горвица (1837—1883), имеются настенные надписи, появившиеся в последнее время.

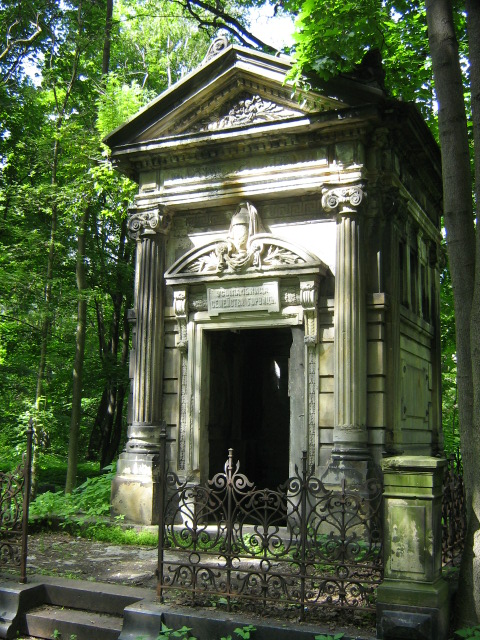
Усыпальница семьи Горвиц снаружи
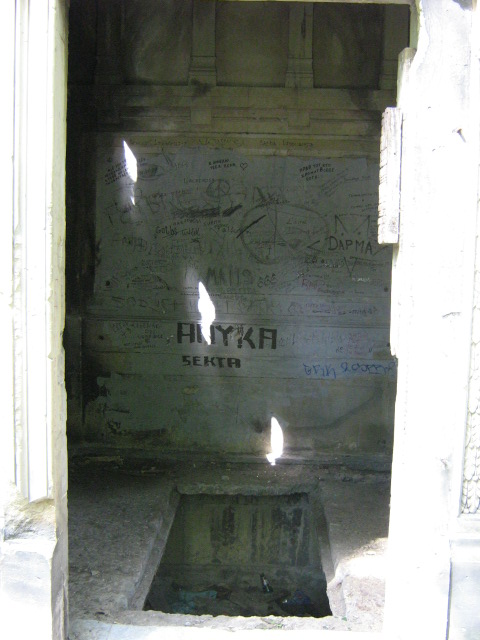
Усыпальница семьи Горвиц изнутри

### «Беседка Немца» из кинофильма «Брат»

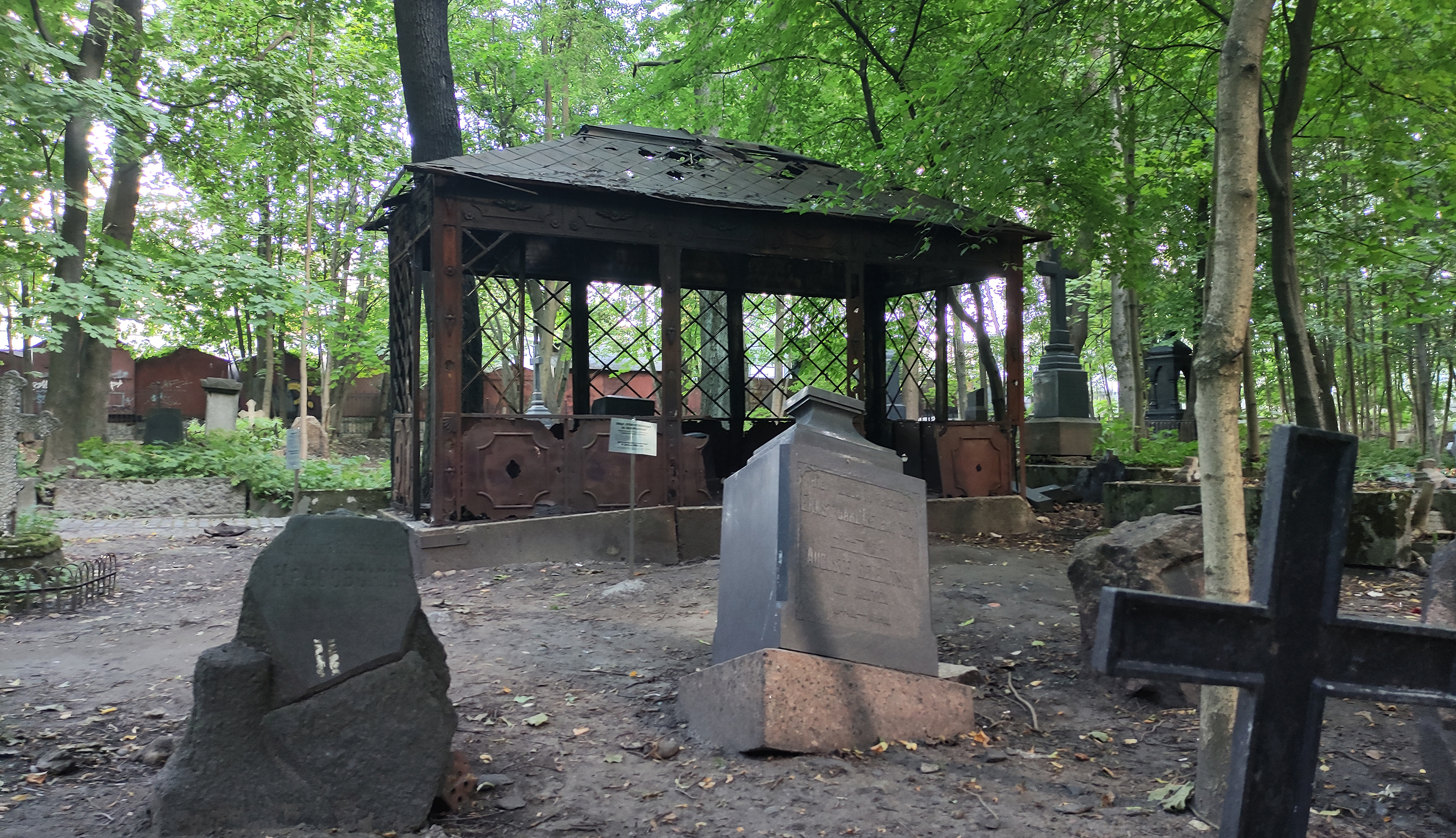
Склеп генерал-майора Александра фон Бекмана («Беседка» из фильма «Брат»)

Сень над могилой генерал-майора Александра Александровича фон Бекмана (1807—1883), брата Валериана Бекмана и отца Владимира Бекмана, была установлена в 1883 году. В дальнейшем в семейном склепе Бекманов были захоронены Розалия-Катарина фон Бекман, Екатерина Александровна фон Бекман и София фон Бекман. Широкую известность сень получила благодаря фильму Алексея Балабанова «Брат»: в ней встречались и разговаривали герой Сергея Бодрова-младшего Данила Багров и Немец в исполнении Юрия Кузнецова. После того как картина обрела культовый статус, «беседка» стала местом паломничества поклонников Бодрова и Балабанова.
В 2001 году вместе с ансамблем Смоленского лютеранского кладбища склеп получил статус объекта культурного наследия регионального значения под названием «Могила А. фон Бекмана».
К началу 2020-х конструкция пришла в аварийное состояние: металл был разъеден коррозией, частично обрушилась кровля, деревянные элементы прожжены. В 2021 году студенты третьего курса СПбГУ по направлению «Музеология и охрана объектов культурного и природного наследия» открыли сбор средств на изучение и разработку проекта реставрации склепа. Вместо требовавшихся 40 тысяч рублей им всего за месяц удалось собрать почти 260 тыс. После разработки проекта реставрации его направили на согласование в КГИОП.
25 ноября 2022 года каркас демонтировали и увезли на реставрацию, с целью не допустить её обрушения под толщей снега.

## Перспективы
Вопрос о полном упразднении кладбища, в отличие от некоторых других старых кладбищ Ленинграда, не ставился. Периодические попытки привести его в порядок первоначально были вызваны только интересом иностранных организаций и частных лиц, работающих в Петербурге, консульств Италии, Германии и Швеции. Так, шведское Общество семьи Нобель в середине 1990-х годов выделяло средства для реставрации надгробия похороненного на Смоленском лютеранском кладбище старшего брата Альфреда Нобеля — Людвига Нобеля, основателя российского нефтепромышленного комплекса, пайщика «Товарищества братьев Нобель», владельца «Машинного и литейного завода». Однако данные попытки общества привели к возбуждению уголовного дела № 694259, в материалах которого упоминался, в частности, первый заместитель петербургского мэра Алексей Кудрин, впоследствии министр финансов России (2000—2011).

## Захоронения
Составлено по материалам:
- статьи Г. В. Пирожкова и Н. В. Громова[20] в книге А. В. Кобака и Ю. М. Пирютко;
- статьи И. В. Черказьяновой в бюллетене «Российские немцы»[22];
- работы «Петербургский некрополь» в 4 томах, выполненной под руководством В. И. Саитова[23];
- алфавитного указателя из справочника «Весь Петербург» за 1917 год[24].

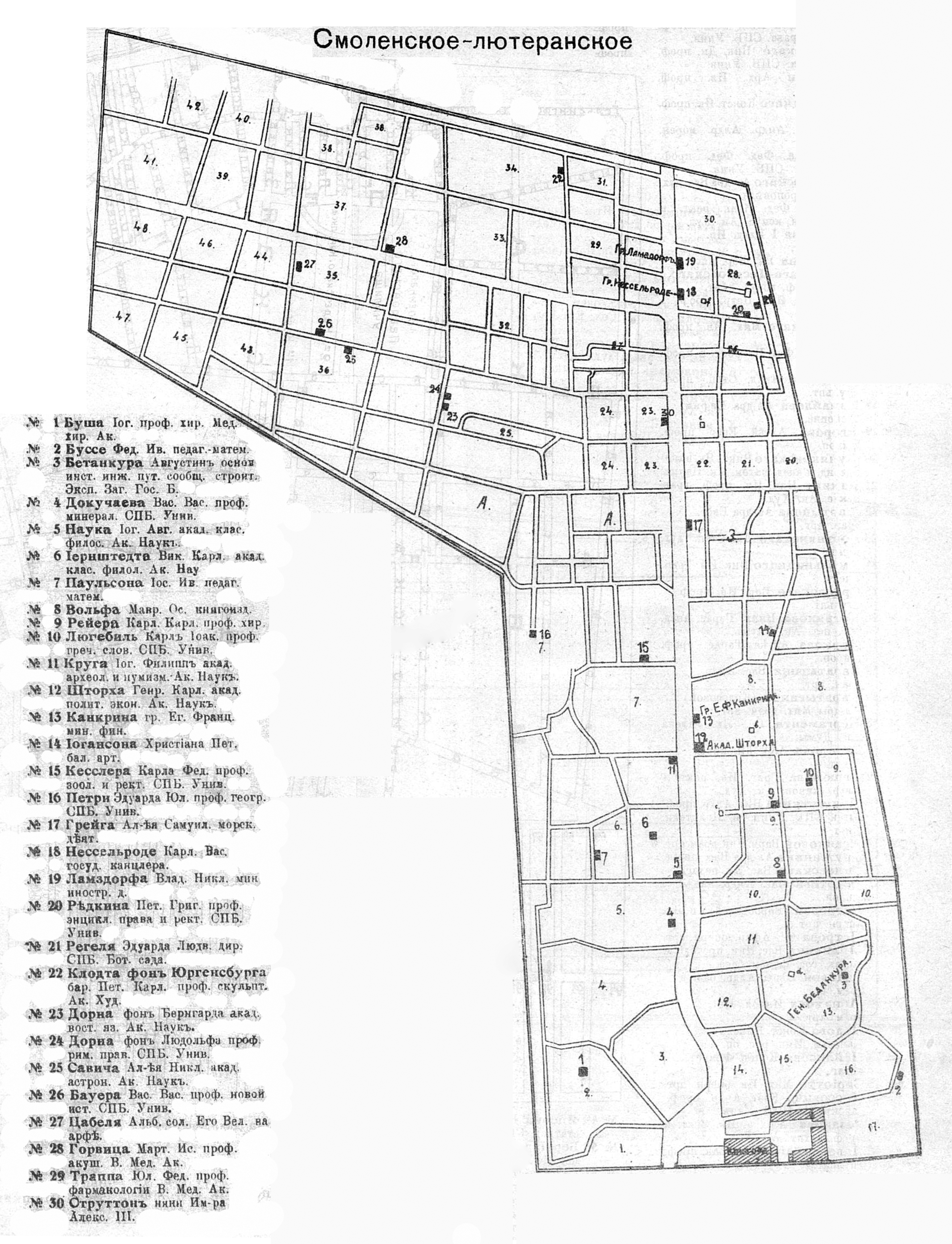
План кладбища, 1914 год

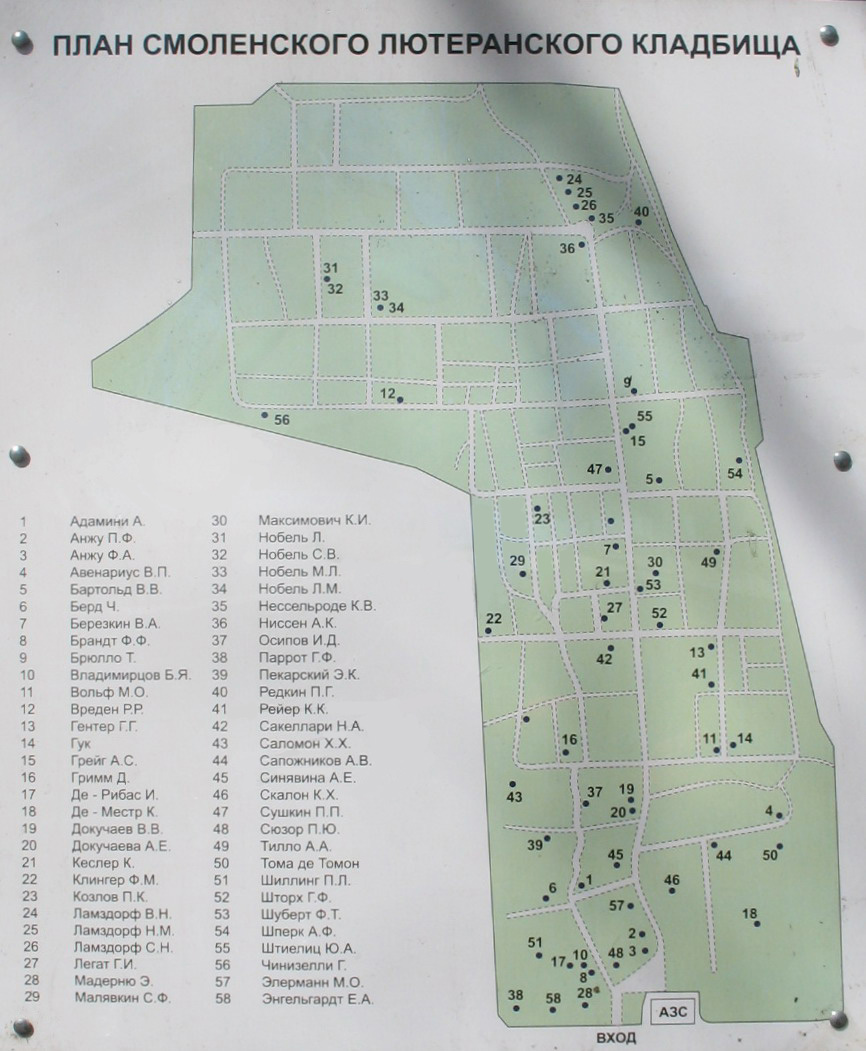
Современный план кладбища

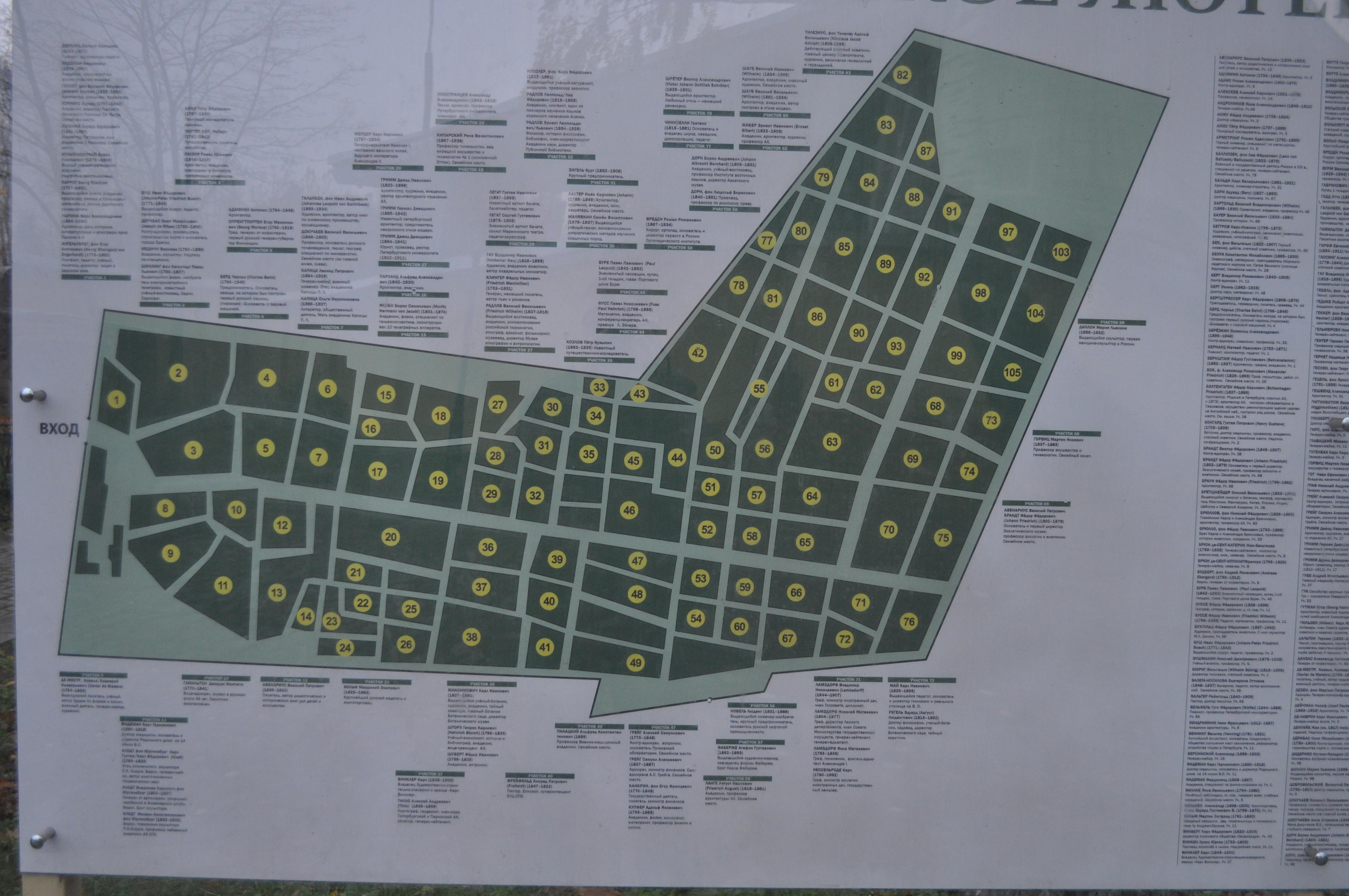
План кладбища, 2015 год

На территории Смоленского лютеранского кладбища захоронено много выдающихся деятелей прошлого и членов их семей:
- Авелан, Фёдор Карлович (1839—1916) — генерал-адъютант, адмирал, в 1903—1905 годах — управляющий Морским министерством.
- Авенариус, Василий Петрович (1839—1923) — известный до революции детский писатель[25].
- Антонио Адамини (1792—1846) — русский архитектор итало-швейцарского происхождения, автор памятников, посвящённых Отечественной войне 1812 года
- Адамс, Луиза Кэтрин (1811—1812) — дочь посла США в России, впоследствии 6-го президента США Джона Куинси Адамса[26].
- Алексеев, Алексей Карпович (1881—1938) — палеонтолог, профессор, исследовал третичные и четвертичные отложения юга Украины, Приаралья и Донецкого бассейна.
- Анжу, Пётр Фёдорович (1797—1869) — русский адмирал, полярный исследователь.
- Арендт, Николай Фёдорович (1785—1859) — крупный врач-практик, хирург, лейб-медик Николая I, облегчал страдания А. С. Пушкина после дуэли с Дантесом.
- Армстронг, Роман Адамович (1790—1865) — генерал-лейтенант, начальник Петербургского монетного двора.
- Беггров, Иван Иванович (1828—1888) — русский инженер-технолог; основатель первого в России завода типографской краски.
- Берд, Чарльз (1766—1843) — русский инженер и бизнесмен (заводчик), первый строитель пароходов на Неве.
- Бетанкур, Августин Августинович (1758—1824) — выдающийся инженер-строитель XVIII в., генерал-майор.
- Брюллов, Фёдор Павлович (1793—1869) — художник, старший брат знаменитого живописца.
- Баллюзек, Лев Фёдорович (1822—1879) — военный и государственный деятель России XIX века.
- Буре, Павел Карлович (1810—1882) — русский часовой мастер, петербургский купец, основатель торгового дома «Павел Буре».
- Буре, Павел Павлович (1842—1892) — техник при Императорском Эрмитаже, консул Венесуэлы в Петербурге, поставщик Высочайшего Двора, купец 1-й гильдии и владелец торгового дома «Павел Буре».
- Бухгольц, Фёдор Фёдорович (1857—1942) — художник, преподаватель живописи.
- Буш, Иван Фёдорович (1771—1843) — известный в своё время хирург и профессор петербургской медико-хирургической академии.
- Вогак, Ипполит Константинович (1829—1899) — русский адмирал, последний градоначальник Таганрога.
- Вольф, Маврикий Осипович (1825—1883) — издатель, основатель журнала «Вокруг света».
- Вреден, Роман Романович (1887—1934) — основатель отечественной ортопедической хирургии.
- Грейг, Алексей Самуилович (1775—1845) — адмирал, главный командир Черноморского флота.
- Гримм, Давид Иванович (1823—1898) — известный архитектор и художник.
- Дерибас, Осип Михайлович (1749—1800) — один из основателей Одессы, герой штурма Измаила.
- Диллон, Мария Львовна (1858—1932) — первая русская женщина-скульптор с профессиональным образованием.
- Докучаев, Василий Васильевич (1846—1903) — выдающийся русский естествоиспытатель, геолог и ученый-почвовед.
- Иессен Карл Петрович (1852—1918) — русский вице-адмирал, контр-адмирал Свиты Его Императорского Величества.
- Иностранцев, Александр Александрович (1843—1919) — геолог, член-корреспондент Петербургской Академии наук.
- Канкрин, Егор Францевич (1774—1845) — писатель и государственный деятель, генерал от инфантерии, министр финансов России в 1823—1844 годах.
- Капица, Леонид Петрович (1864—1919) — отец лауреата Нобелевской премии по физике (1978) Петра Капицы, генерал-майор инженерного корпуса; мать Капица, Ольга Иеронимовна (1866—1937). Здесь же похоронены жена П. Л. Капицы — Надежда Кирилловна Черносвитова и двое её детей, умерших в эпидемию испанки зимой 1919—1920 гг. Иероним (1917—1919) и Надежда (1920). Здесь покоится также родной брат Петра Леонидовича — Леонид Леонидович, умерший в 1936 г.
- Клингер, Фридрих Максимилиан — писатель и драматург, автор термина «Буря и натиск».
- Козловский, Осип Антонович (1757—1831) — композитор, статский советник, автор первого неофициального гимна Российской Империи «Гром победы, раздавайся!».
- Купфер, Адольф Яковлевич (1799—1865) — академик, метролог, основатель Депо образцовых мер и весов и Главной физической обсерватории России.
- Ламсдорф, Владимир Николаевич (1844—1907) — дипломат, государственный деятель, в 1900—1906 годах — министр иностранных дел Российской Империи.
- Макферсон, Артур Давидович (1870—1919) — деятель спорта, предприниматель, первый председатель Российского футбольного союза и председатель лаун-теннисной лиги (кенотаф).
- Маркус, Эдуард Исаакович (1853—1924) — купец II гильдии, почётный гражданин Санкт-Петербурга.
- Мартин и Солер, Висенте — композитор, автор опер на либретто Пьетро Метастазио, Апостоло Дзено, Лоренцо да Понте и Екатерины Второй.
- Нессельроде, Карл Васильевич (1780—1862) — канцлер Российской империи.
- Нобель, Людвиг Эммануилович (1831—1888) — российский промышленник, старший брат Альфреда Нобеля.
- Обермиллер, Евгений Евгеньевич (1901—1935) — советский востоковед, тибетолог, санскритолог и буддолог.
- Парланд, Альфред Александрович (1842—1919) — русский архитектор, автор петербургского Храма Спаса на Крови.
- Паррот, Георг Фридрих (1767—1852) — первый ректор возрожденного в 1802 году Дерптского университета.
- Петерсон, Карл Александрович (поэт) (1811—1890) — поэт, литературный критик, автор известного стихотворения «Сиротка».
- Радлов, Василий Васильевич (1837—1918) — выдающийся российский востоковед-тюрколог, этнограф, археолог и педагог.
- Радлов, Эрнест Леопольдович (1854—1928) — директор Императорской публичной библиотеки, историк философии, филолог и переводчик.
- Раух, Егор Иванович (1789—1864) — доктор медицины и хирургии, лейб-медик Николая I, тайный советник.
- Регель, Эдуард Людвигович (1815—1892) — выдающийся ботаник, автор многочисленных исследований флоры Восточной Сибири, Средней Азии, Дальнего Востока, описавший свыше тысячи видов растений.
- Редкин, Пётр Григорьевич (1808—1891) — русский правовед, историк философии, ректор Санкт-Петербургского университета.
- Рейтц, Владимир Николаевич фон (1838—1904) — тайный советник, доктор медицины, профессор, основатель и первый заведующий курса детских болезней Клинического института Великой княгини Елены Павловны, один из основоположников Санкт-Петербургской и Российской школы врачей-педиатров.
- Сакеллари, Николай Александрович (1880—1936) — выдающийся штурман, флагман, профессор, основатель советской школы штурманов[27].
- Серк, Юлий Петрович (1849—1919) — действительный статский советник, доктор медицины, главный врач детской больницы принца Петра Ольденбургского.
- Струттон, Екатерина Ивановна (1809‒1891) — няня императора Александра III и его младших братьев[28].
- Сюзор, Павел Юльевич (1844—1919) — граф, крупный русский архитектор и общественный деятель, педагог, академик архитектуры, действительный статский советник[27].

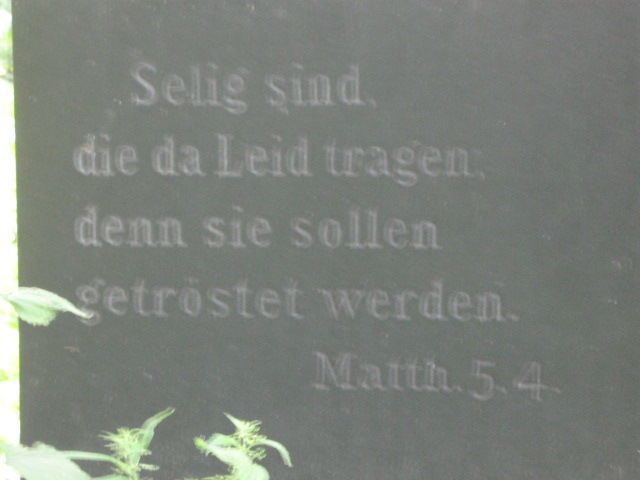
Блаженны плачущие, ибо они утешатся Матф. 5. 4. Надпись на надгробии семьи Эхлер

- Фрей, Александр Яковлевич (1838—1899) — врач-психиатр, директор больницы, судебный эксперт.
- Цинзерлинг, Владимир Владимирович (1884—1954) — российский и советский учёный в области географии, гидрологии, климатологии.
- Чинизелли, Гаэтано (1815—1881) — основатель Санкт-Петербургского цирка. .
- Шауб, Василий Васильевич (1861—1934) — архитектор, академик архитектуры.
- Шиллинг, Павел Львович (1786—1837) — известный учёный, член-корреспондент Санкт-Петербургской академии наук, этнограф, филолог, криптограф, изобретатель первого в истории электромагнитного телеграфа, собиратель древних тибетско-монгольских и китайских рукописей.
- Шперк, Фёдор Эдуардович (1872—1897) — литературный критик и философ.
- Шперк, Эдуард Фридрихович (1837—1894) — врач—венеролог и первый директор Института экспериментальной медицины.
- Эйлер, Леонард (1707—1783) — выдающийся математик. В 1955 году прах перенесён на Лазаревское кладбище Александро-Невской лавры.
- Энгельгардт, Егор Антонович (1775—1862) — первый директор Петербургского педагогического института, директор Царскосельского лицея.
- Эссен-Стенбок-Фермор, Яков Иванович (1807—1866) — основатель «Пассажа» (кенотаф на стене у входа на кладбище).
- Якоби, Борис Семёнович (1801—1874) — изобретатель первого в мире практического электродвигателя, гальванопластики и телеграфных аппаратов.

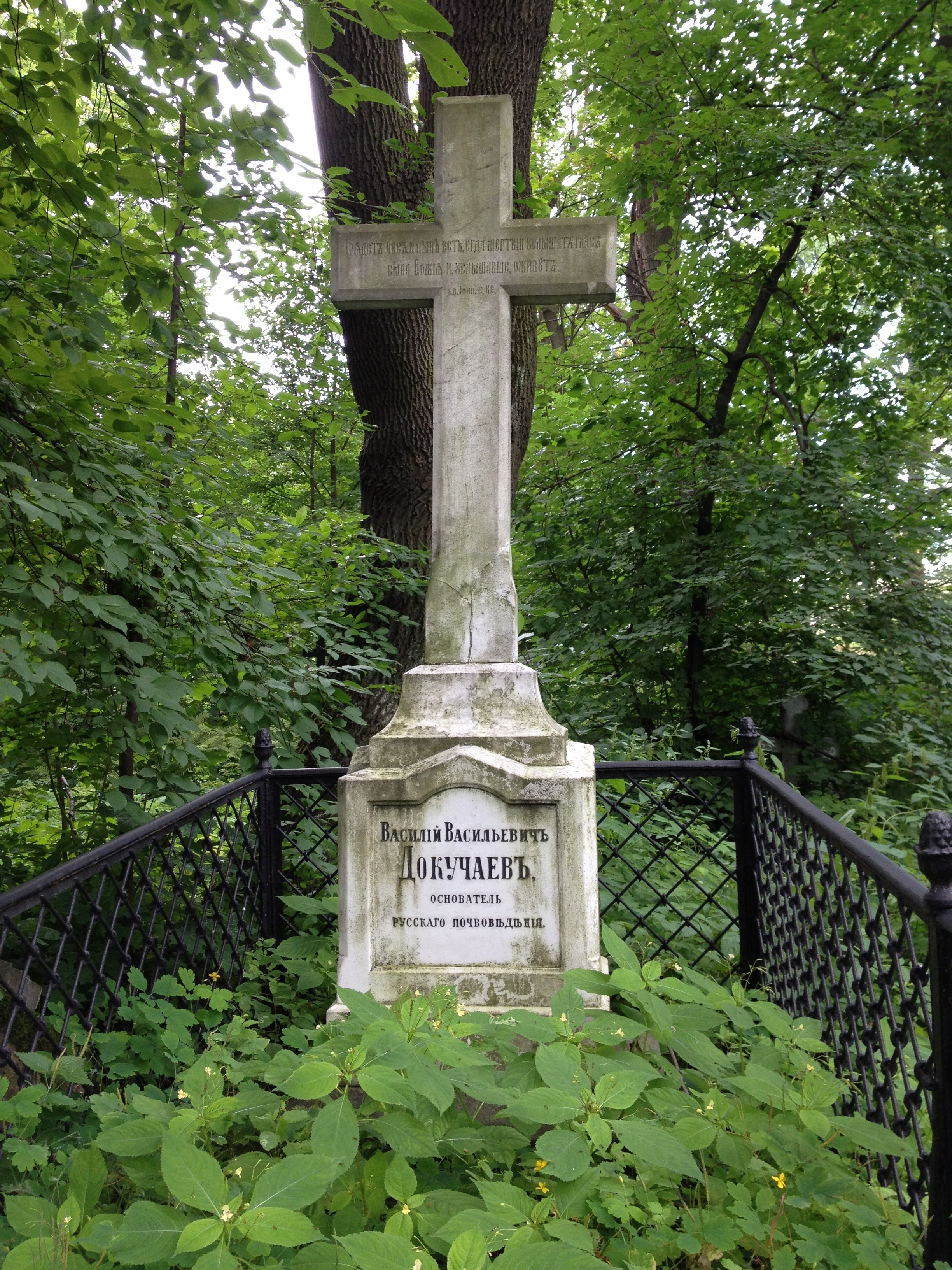
Надгробие на могиле В. В. Докучаева
Надгробие на могиле Д. Гримма
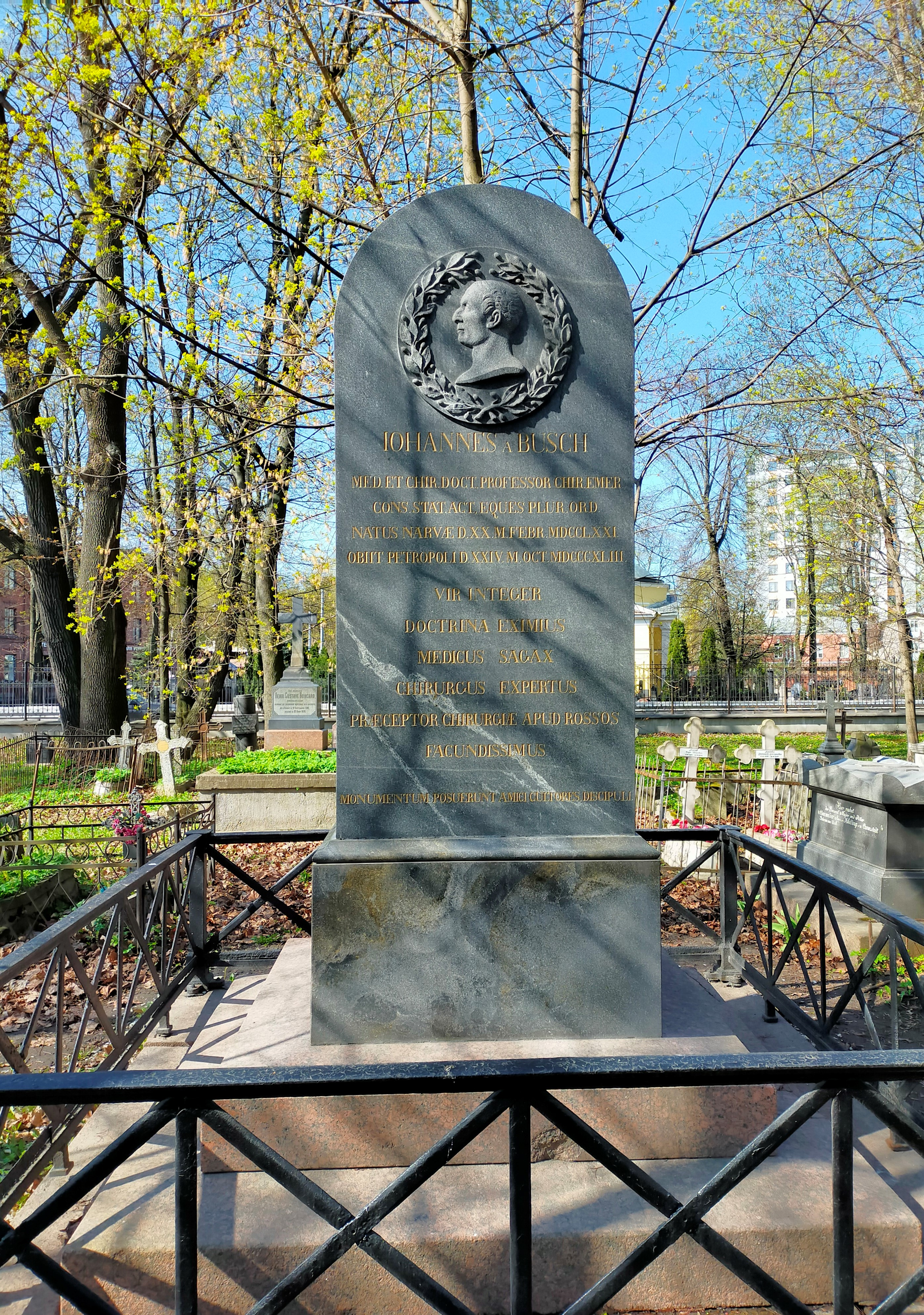
Надгробие на могиле И. Буша
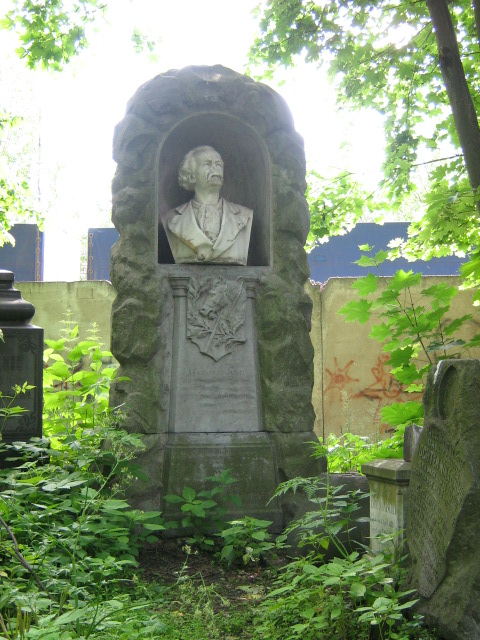
Надгробие на могиле Г. Чинизелли
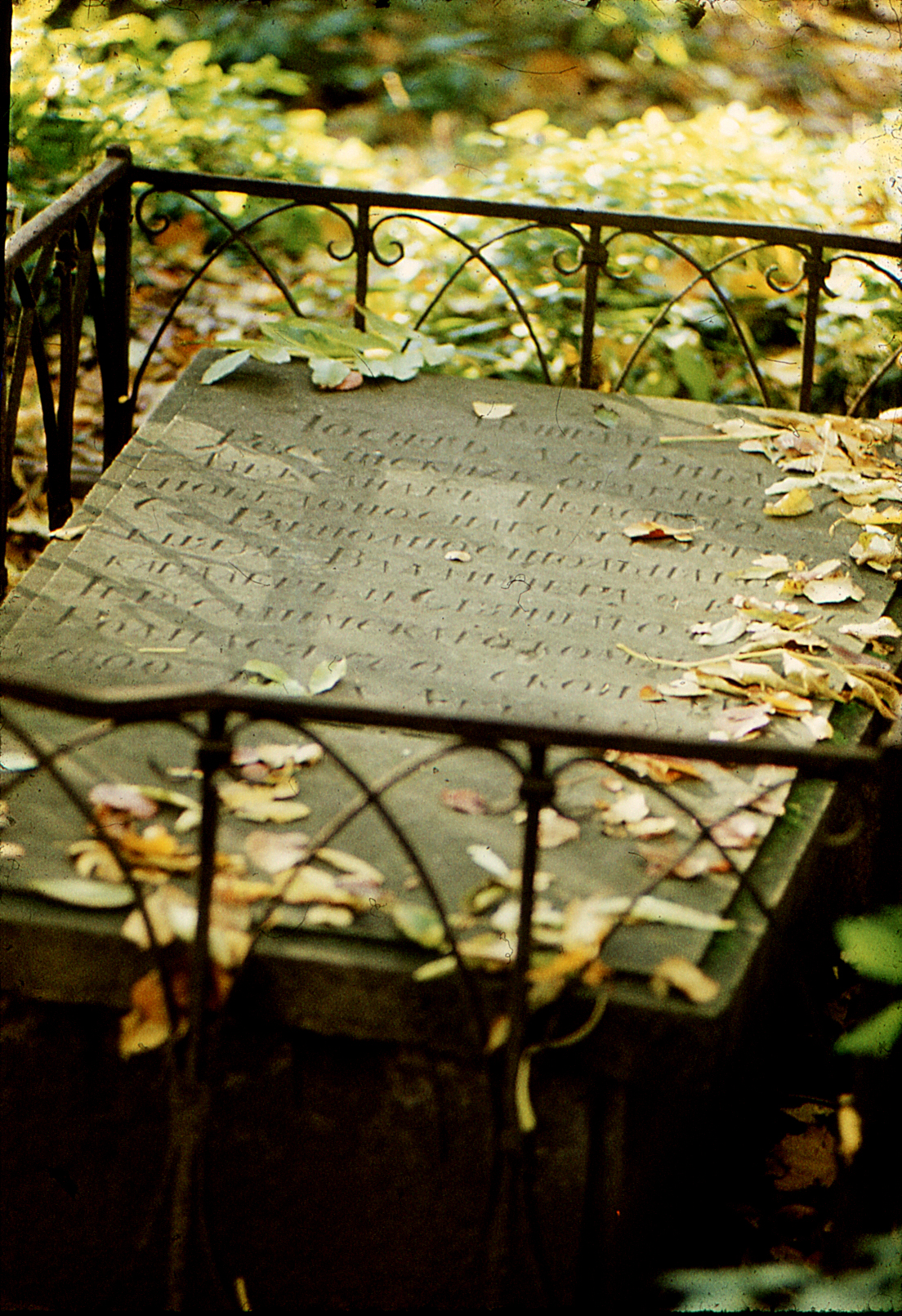
Могила основателя Одессы И. М. Де Рибаса (1749—1800)
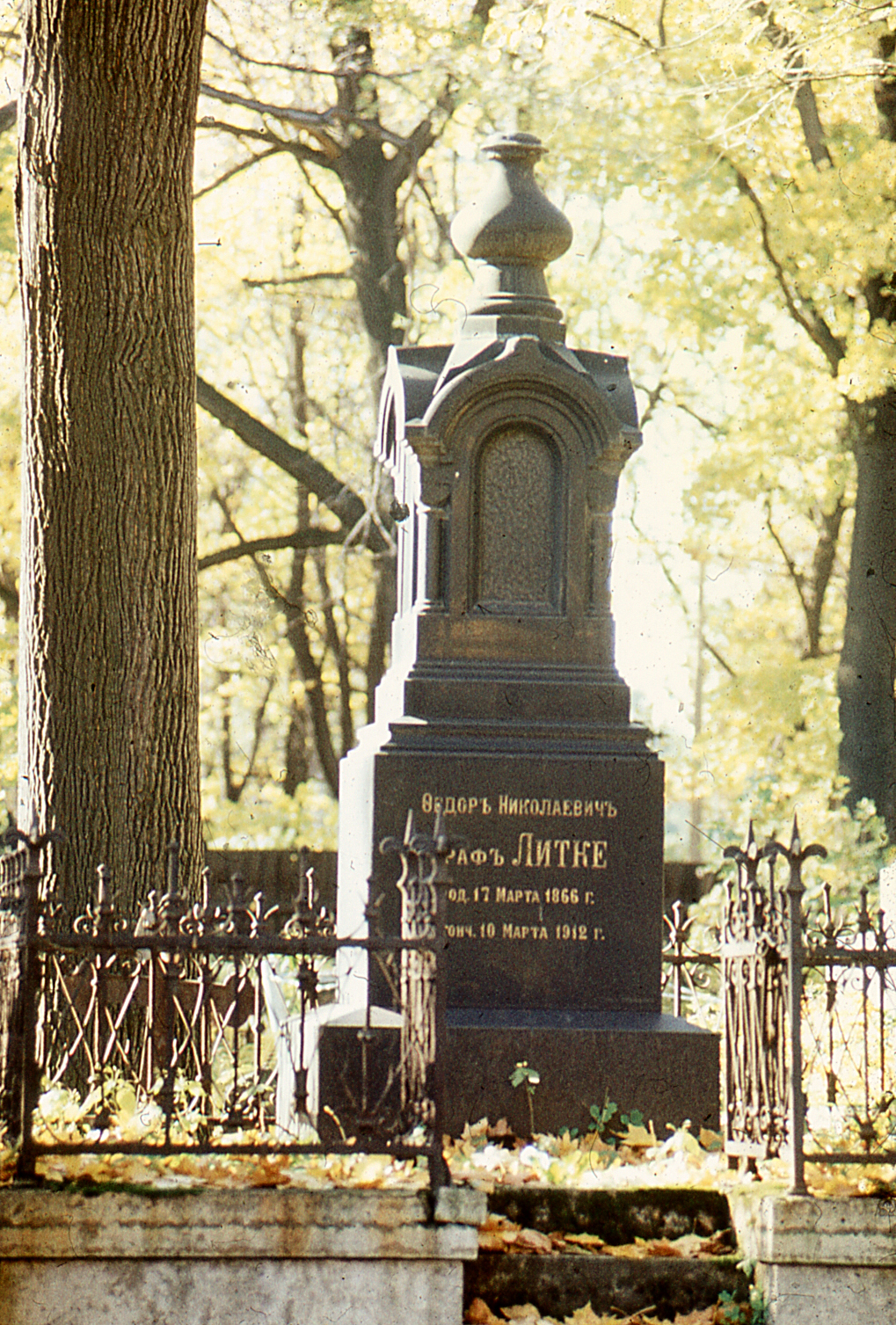
Могила графа и капитана гвардии Ф. Н. Литке (1866—1912)
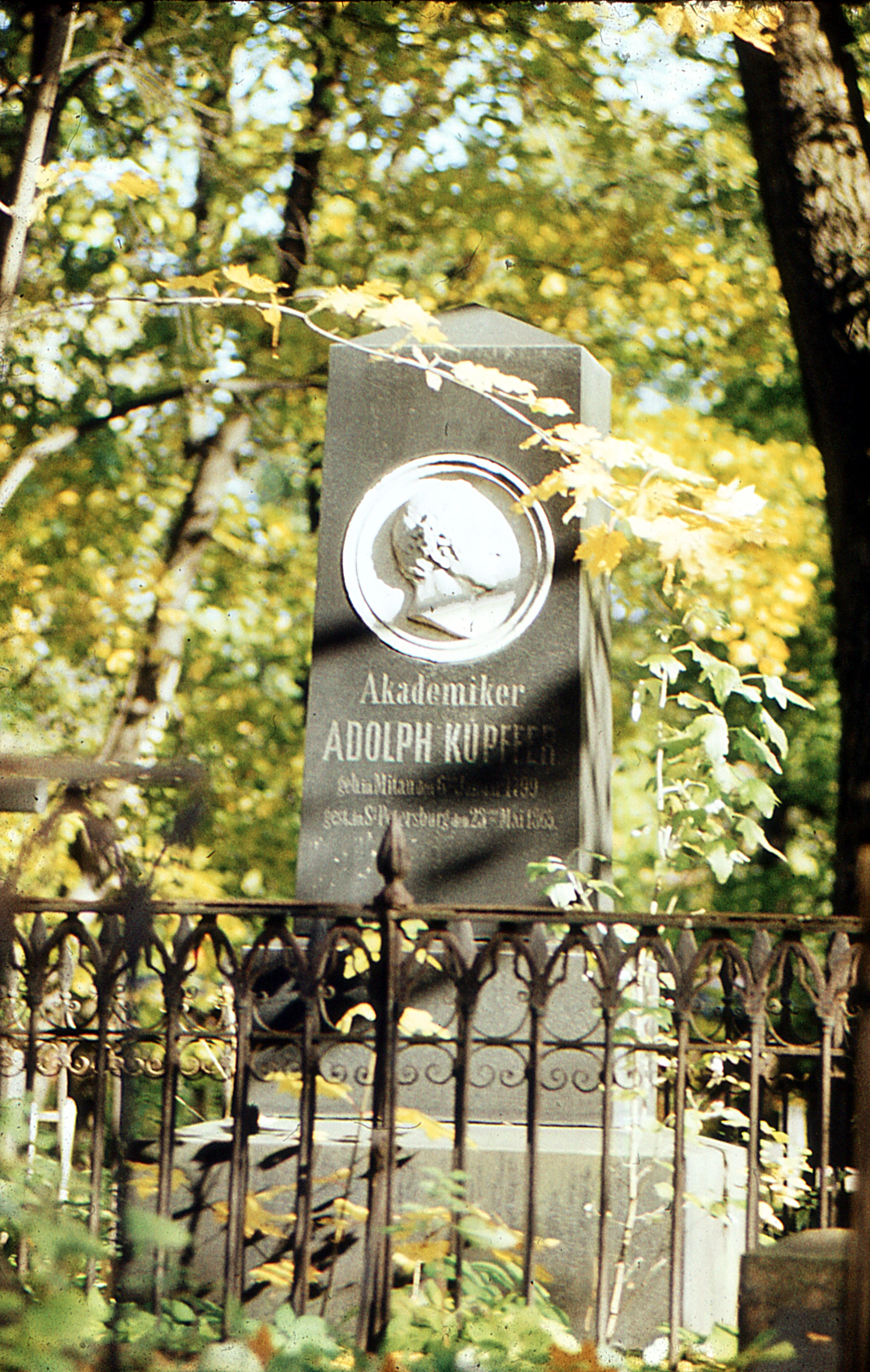
Могила академика А. Я. Купфера (1799—1865)
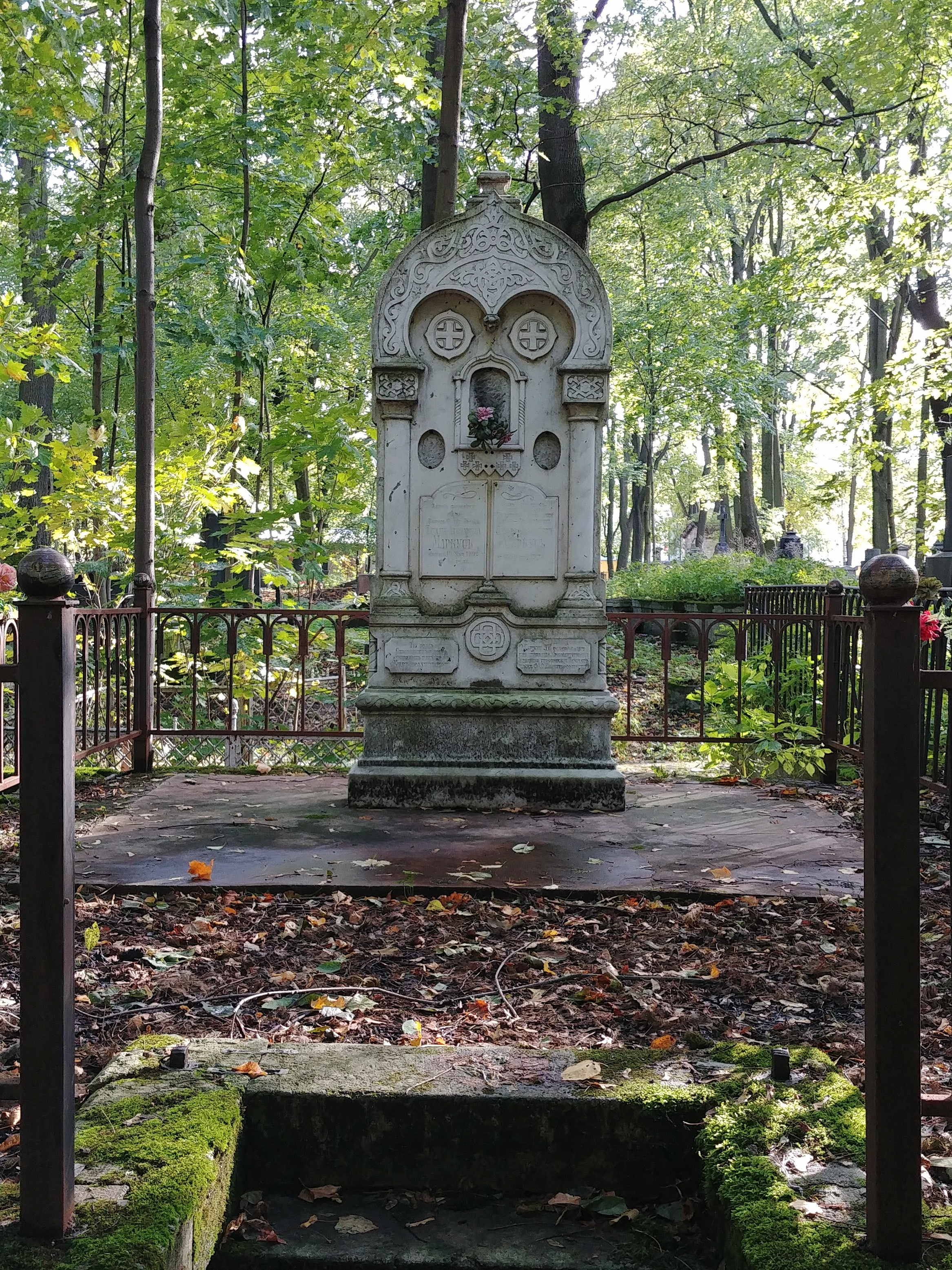
Надгробие на могиле Э. И. Маркуса (1853—1924)
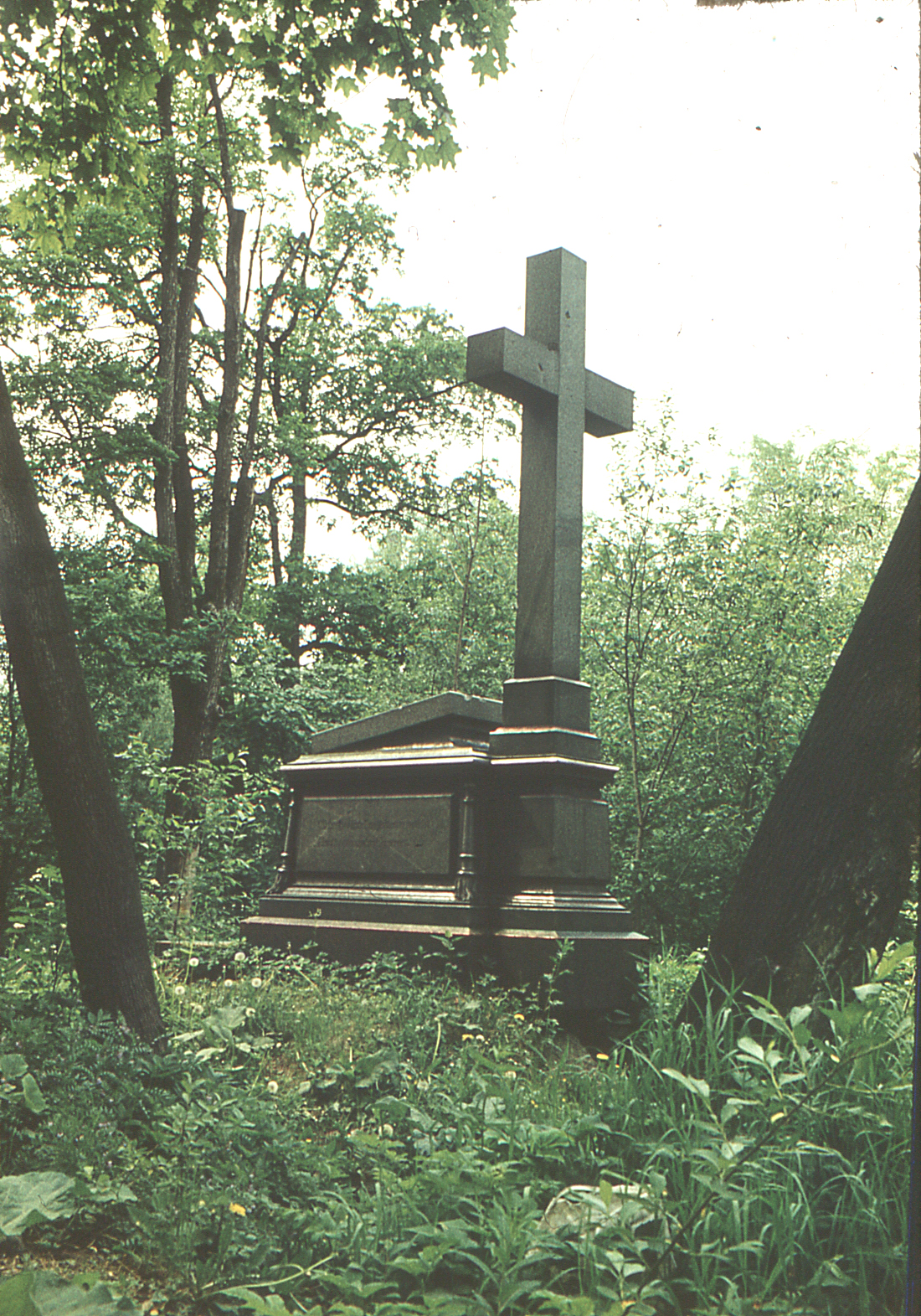
Могила канцлера К. В. Нессельроде (1780—1862)
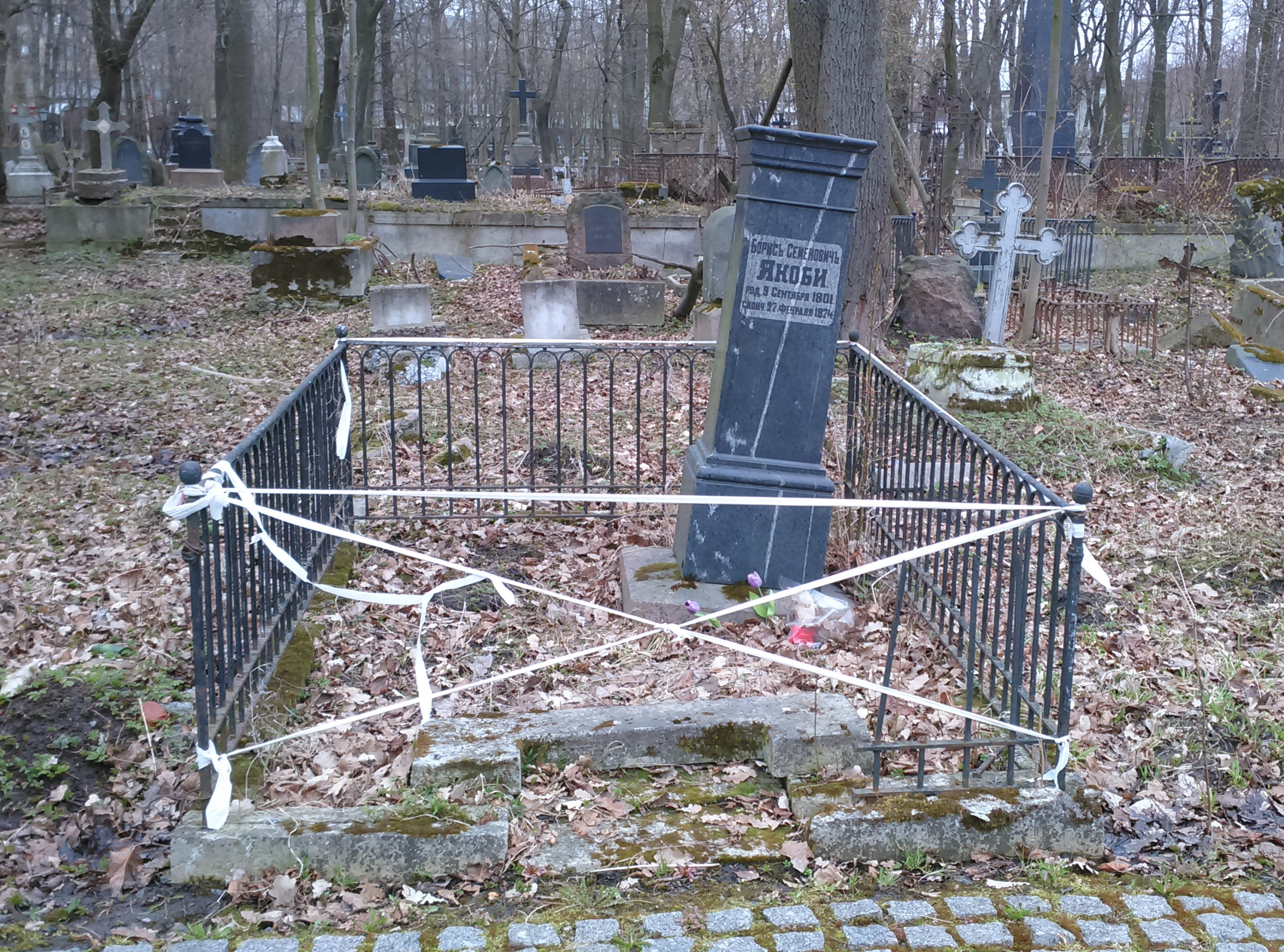
Могила Б. С. Якоби 29.04.2017 (1801—1874)

## Смоленское лютеранское кладбище в кинематографе
- В фильме «Два билета на дневной сеанс» (1966) на кладбище находится могила дочери главного героя Блинова, в которой он разместил тайник с драгоценностями.
- Могила Кадэгена Уэста в фильме «Двадцатый век начинается» (1986) [источник не указан 4063 дня].
- Некоторые эпизоды фильма Олега Тепцова «Господин оформитель» (1988) сняты на Смоленском лютеранском кладбище.
- Ряд эпизодов фильма Алексея Балабанова «Брат» (1997) связан со Смоленским кладбищем. На нём проводит много времени один из персонажей фильма — немец Гофман.